# Хоккей Панкс
Хоккейный клуб «Хоккей Панкс» (лит. Vilniaus „Hockey Punks“) — хоккейный клуб из Вильнюса, Литва. Выступает в Литовской хоккейной лиге с 2013 года. Трехкратный вице-чемпион Литвы и победитель чемпионата 2021/22 г.

## Результаты

### Литовская хоккейная лига
- 2013/14: Проиграли в 1/4 финала: 1:11 (Деловая Русь)
- 2014/15: Проиграли в 1/4 финала: 4:5 (Обер-Хаус)
- 2015/16: Вышли в финал: 3:4 (Энергия)
- 2016/17: Проиграли в 1/2 финала: 0-2 в серии (Юодупе)
- 2017/18: Проиграли в 1/2 финала: 1-2 в серии (Каунас Хоккей)
- 2018/19: Вышли в финал: 0-3 в серии (Энергия)
- 2019/20: Второе место в чемпионате (плэй-офф не состоялся)
- 2020/21: Вышли в финал: 2-3 в серии (Каунас Хоккей)
- 2021/22: Обладатели Кубка: 3-1 в финальной серии (Энергия)

## Известные игроки
|         | Ф. И. О              | В клубе    |
| ------- | -------------------- | ---------- |
| Литва   | Дарюс Каспарайтис    | 2013—2017  |
| Литва   | Тадас Кумеляускас    | 2017—2017  |
| Литва   | Миндаугас Керас      | 2014—2019  |
| Литва   | Шарунас Кулешюс      | 2014—н. в. |
| Литва   | Андрюс Глушаковас    | 2010—2017  |
| Литва   | Габриэлюс Ляуданскас | 2010—2018  |
| Мексика | Арунас Бермехо       | 2018—2019  |

## Стадион
Команда проводит домашние игры в Вильнюсе на Прамогу Арена:
- Вместимость — 2500 мест
- Адрес — ул. Ажуолино 9, Вильнюс, Литва